# شامل الداغستاني
الإمام شامل (1797 - مارس 1871) قائد سياسي وديني آفاري في شمال القوقاز وأحد أشهر المقاومين للضم الروسي للقوقاز ولد عام 1797 في قرية غيمري، الداغستانية. قاد المقاومة ضد الروس خلال حرب القوقاز وهو ثالث أئمة الشيشان وداغستان (طالع إمامة القوقاز) من 1834 إلى 1859 لقب بأسد القفقاس وصقر الجبال. أفار حسب الجنسية.

## عائلته ونشأته

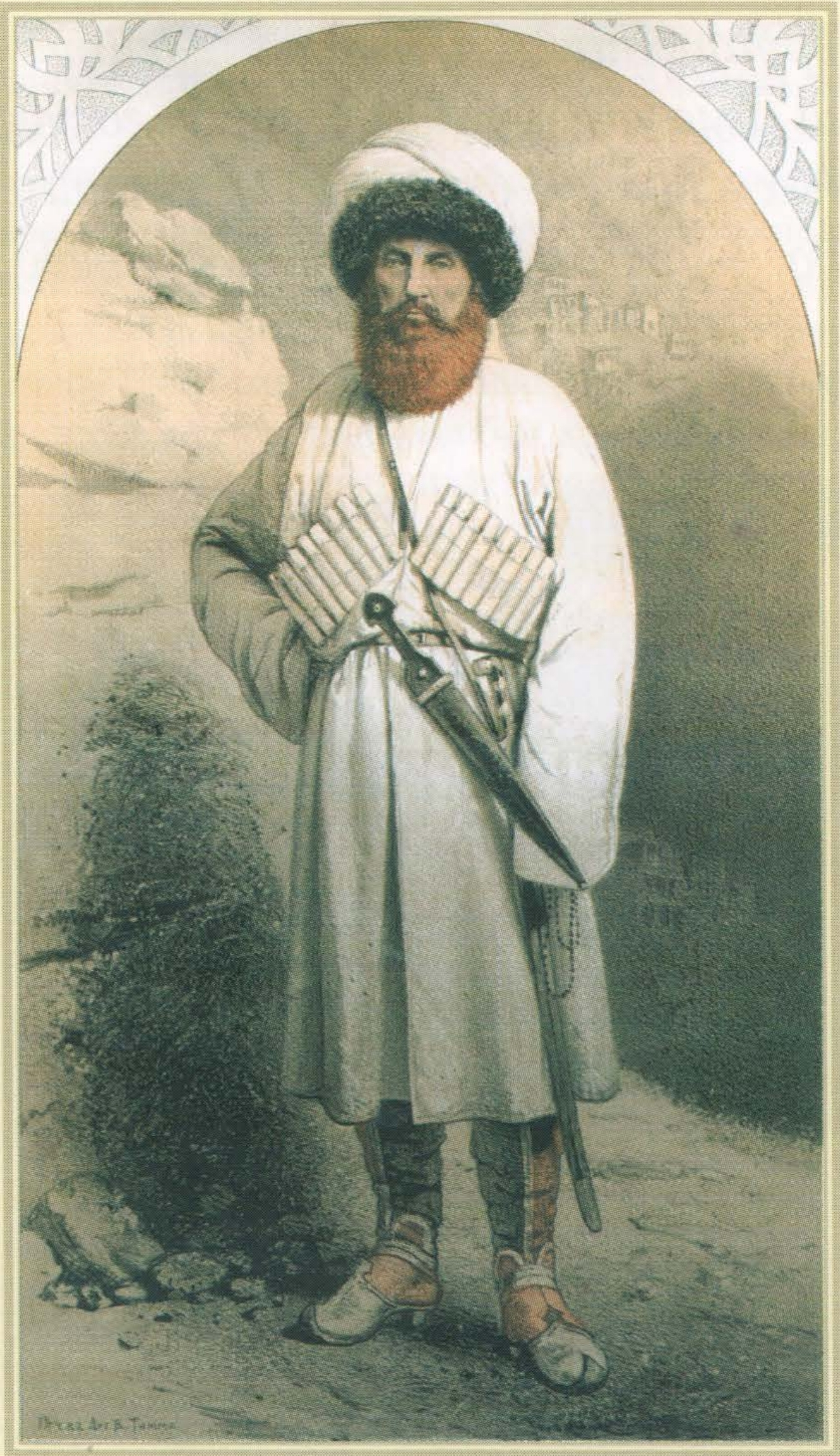
الإمام شامل.

ولد والد الإمام شامل علي بن دينغو. في قرية غيمري (Gimry) في داغستان عام 1796م من عائلة آفارية من أصل قوموقي. والدته باهو ميسادوو وكانت آفارية.
أطلق عليه اسم شامل حسب العادة القفقاسية باعتباره كان كثير المرض، وتغيير الاسم كان لابعاد الأرواح الشريرة فلُقّب بشامل أو صأمويل. له أخت وحيدة وله صديق مميز واحد هو كوناك الذي اشتهر فيما بعد باسم الإمام غازي مولا وهو يكبر شامل ببضع سنين.
كان طول شامل أكثر من مترين وكان له حصان أسود اللون ومن سلالة أصيلة. تميز شامل بلبس أبيض وأسود مع معطف فضفاض وعمامته حشفتها حمراء أما رايته فكانت سوداء اللون. درس شامل العربية والفلسفة والفقه والأدب العربي على يد أستاذه جمال الدين وتعمق في الصوفية. درس الصوفية مع صديقه غازي محمد في بلدة براغل مركز المريدية.

### حياته الخاصة
تزوج الإمام شامل خمس مرات، وكان له من الولد ستة ذكور (جمال الدين ومحمد غازي ومحمد سعيد ومحمد شافي وجمال الدين ومحمد كمال) وخمس إناث (فاطمة ونفيسة ونجوة وباخو ميسيدو وصفية).
- أحب شامل فاطمة بنت عبد العزيز وهي ابنة شخصية مشهورة في القفقاس وتزوجها. ولدت في أنيستيكول عام 1810م وتوفيت عام 1845م في الوسيندا. وكان له منها خمسة أولاد.
- ثم تزوج من دجافارات (جوهرة) ولدت في غومري عام 1821 وتوفيت في أخولكو عام 1839م وكان له منها سعيد وتوفي صغيراً.
- ثم تزوج من زايدات (زاهدة) بنت جمال الدين الغمقي الحسيني (- 1869) ولدت في غازي كموخ عام 1823م وتوفيت في المدينة المنورة عام 1870م وله منها ثلاثة أولاد.
- زوجة شامل الرابعة كانت آنا إيفانوفا أوليخانوفا (شوانيت) أرمنية الأصل مواليد عام 1821م وتوفيت عام 1876م وله منها بنت هي صوفية.
- وآخر زوجاته كانت أمينة وهي شيشانية الأصل من قبيلة الكيست ولكنه طلقها لأنها عاقر.

في عام 1870م حصل شامل على إذن بالسفر إلى مكة وقد بلغ من العمر 74 عاما. أبحر من عنابة إلى إسطنبول فاستقبله السلطان العثماني عبد العزيز استقبالا رسمياً وعرض عليه القصور ليختار منها واحدا. لكنه رفض وطلب منه السلطان الذهاب للقاهرة للتوسط في النزاع الحاد بين تركيا ومصر وأدى المهمة بنجاح ثم توجه مع أسرته ومرافقيه إلى مكة التي كانت تحت سيطرة العثمانيين القضائية وفي نهاية 1870 م غادر مكة إلى المدينة المنورة وعاش فيها في بيت الشيخ أحمد الرفاعي، وفي نهاية عام 1872م توفيت صوفية ابنة شوانيت وبعدها بقليل توفيت زايدات في الطائف وبقيت عنده شوانيت وكامل الصغير وتزوجت ناجافات في تركيا من داود محمد أمين ابن خائن شامل محمد أمين والذي انشق عن أبيه وانضم لشامل في المدينة وفي 4 فبراير 1871م الموافق 25 ذي القعدة 1287 هـ بعد المغرب وقبل العشاء نهض شامل من غفلته وبدا أن قواه عادت إليه في آخر لحظه فصرخ مهللا (الله) ثم توفي ودفن في مقبرة جنة البقيع في المدينة المنورة.

### الإمام شامل في ذاكرة الداغستانيين
ما زالت ذكرى الإمام شامل تعيش في وجدان وذاكرة الداغساتانيين، فلا يخلو مكان من صوره، ويسمون كثير من أبنائهم باسمه تيمنا به حتى اليوم. فهم يعتبرونه بطلا قوميا خاض محاولة بدت مستحيلة لوقف الزحف الروسي على أراضي مسلمي القوقاز.
لم يولد شامل لأسرة معدمة فقيرة، حتى يفسر البعض قتاله من أجل الحرية بأنه قتال الفقراء ضد الأغنياء. فقد كان ملايين الفلاحين الروس يعانون في نهاية القرن الثامن عشر في روسيا من استعباد الإقطاعيين لهم بينما كان محمدّ بن دينْغَوْ  والد الإمام شامل فلاحا من الأحرار، أما أمه فهي ابنة سيد الآفار.

### الملكة فيكتوريا
الملكة فيكتوريا ارسلت إلى شامل علماً طرز عليه ثلاث نجمات تمثل الشركس – الداغستان – جورجيا.

## الحرب مع روسيا

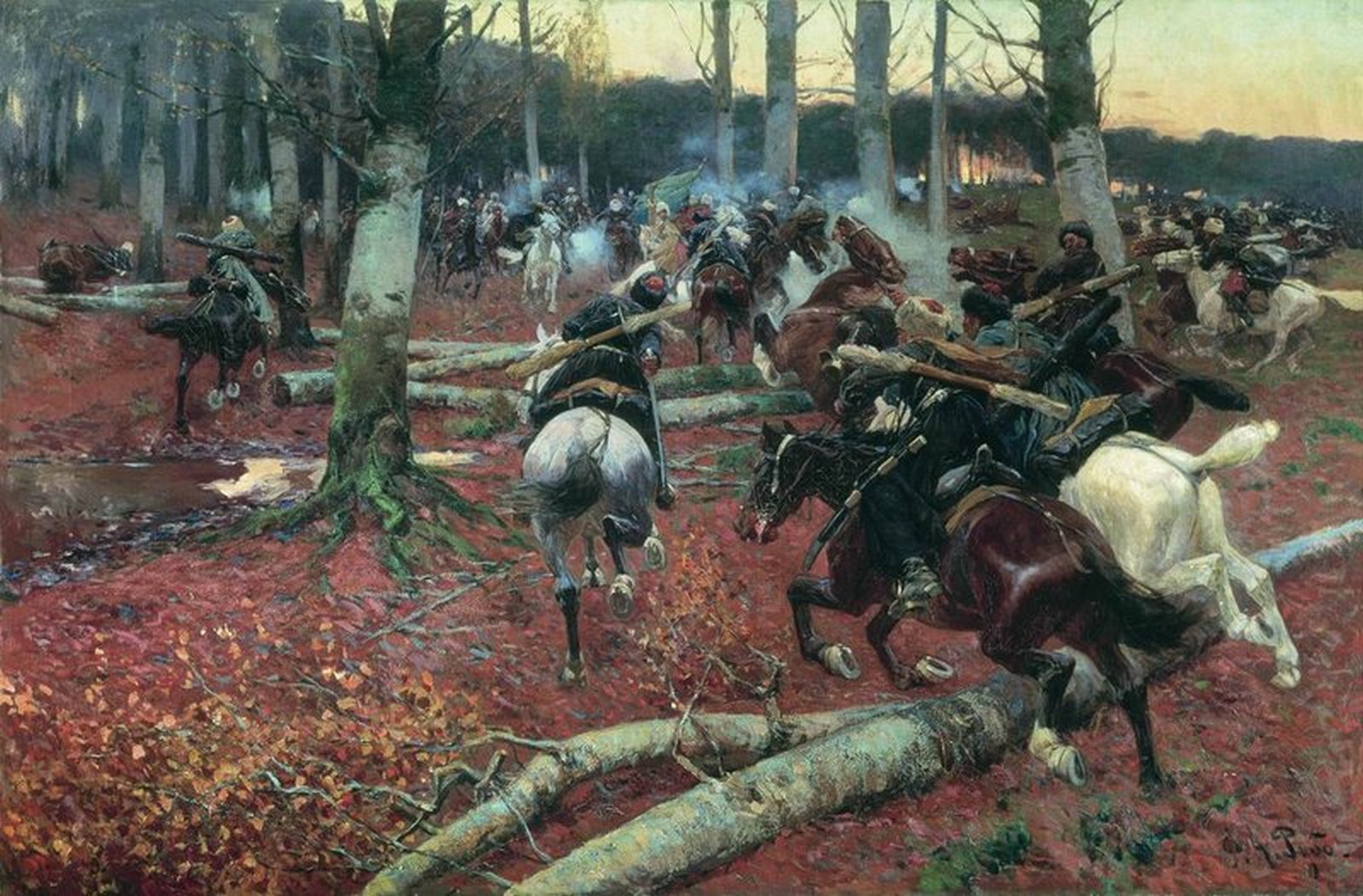
حرب القفقاس - حرب عصابات في الغابات

في عام 1828 م عمت الحرب سائر أرجاء القفقاس واستمرت مقاومة المسلمين في داغستان تحت زعامة كل من الإمام غازي والإمام حمزة بيك. في عام 1834 تابع الإمام شامل تزعم المقاومة بعد مقتل الإمام حمزة، كما انضمت قوات تاسو حجي إلى الإمام شامل أيضاً، وفي عام 1839م استمر القيصر الروسي باتباع سياسة الضغط على الأراضي الشيشانية بهدف الاستيلاء على القفقاس، وبدأت جميع شعوب شمال القفقاس النضال تحت زعامة الإمام شامل. حسب التاريخ الروسي فقد استمر القتال في القفقاس 25 عاما، وعند سفح جبل جوينب دارت آخر المعارك بين شامل والروس. وخلال المعركة حاول بارياتنسكي إقناع شامل بالاستسلام. وبعد معركة فيدنو في بلاد الشيشان، تمكنت قوات روسيا من اقتحام جوينب، فاضطر الشيخ إلى الاستسلام في 6 سبتمبر 1859، إلى الجنرال بارياتنسكي.

### البداية
في نهاية القرن 15 كانت الشيشان وداغستان والشركس وباقي الأراضي بين البحر الأسود وبحر قزوين تداعب مخيلة القيصر الروسي إيفان الثالث، فاتفق مع قبائل القوزاق الموالية للدولة الروسية الوليدة بالغزو التدريجي لأراضي المسلمين في إقليم القوقاز. وأدى القوزاق المهمة بنجاح، فأقاموا أول مخفر أمامي على نهر التيريك، وصار هذا المخفر مدينة «غروزني» العاصمة الشيشانية فيما بعد. وخلال حكم إيفان الرابع (إيفان الرهيب) في منتصف القرن 16 قام الكوزاك ببناء مجموعة من الحصون في شمال داغستان والشيشان، عاقدين تحالفات مع بعض شعوب الإقليم. ومع بداية القرن 18 كانت آلاف الأسر الكوزاكية قد تجمعت في الإقليم، وامتزجت مع القبائل المحلية، وتزاوجوا منهم وإن احتفظوا بالمسيحية دينا وبالروسية لغة.

### قيادةالإمام منصور
خلال حكم بطرس الأكبر وفي عام 1722م وقع أول صدام بين القوات الروسية والشيشانيين الذين كسبوا المعركة أمام قوة فتية مستكشفة. وسرعان ما تنتظم صفوف المقاومة تحت زعامة الإمام منصور (ولد في عام 1732م) الذي استطاع بفهمه العميق للقرآن أن يحول شيوخ القبائل إلى الإسلام، ونظم عبر مجالس الصوفية على الطريقة النقشبندية حركة من الأتباع والمريدين لمواجهة التوغل الروسي في القوقاز. وحقق مجموعة من الانتصارات حتى أوقع به الروس ومات في الأَسر سنة 1794 م. غير أن المسرح الشيشاني لم يهدأ بعد موت الإمام منصور إلا لعقدين من الزمان، بعدها كان الإمام غازي مولا قائدا للمريدين يكمل الطريق.

### قيادةالإمام غازي
في عام 1829م بدأ الملا محمد غازي في تحريك شعوب الجبال نحو حرب مقدسة لمواجهة روسيا، وإن عرف عنه عدم مشاركته في المعارك، بل اشتهر بقدرته في التأثير على جنوده بسحر الكلمة وبلاغتها. كما قطع شوطا كبيرا في إرسال الدعاة من داغستان إلى سكان الجبال الشيشانية لتحويلهم من الوثنية إلى الإسلام.

### مقتل الملا محمد غازي
أمام تماسك قوة المريدين اتخذ الروس أسلوب حرق البيوت على ساكنيها كي يجبروا المقاومين على الخروج. وشنوا هجوما واسعا إلى أن سقط الملا محمد غازي في معركة غيمري بين جثث آلاف المريدين. وفي معركة غيمري. لم ينجُ إلا القليل، وتمكن اثنان منهم من الفرار، كان أحدهما شامل الذي كان قد أصيب إصابة بالغة كادت تقتله. تمكن من الاختفاء حتى شفيت جراحه.

### قيادة حمزة بيك
بعد مقتل الإمام غازي واعتقاد المريدين بمقتل الإمام شامل في معركة غيمري ولم يعرفوا أنه نجى بالرغم من جراحه البليغة، اختير «حمزة بيك» من قبل المريدين قائدا بعد تزكية من كبار الشيوخ. وأفنى حمزة العامين التاليين في ترتيب الصفوف وتدعيم قوة الجيش، إلا أنه لقي الهزيمة. ثم اغتيل وهو يؤم المصلين في المسجد الجامع بمعقل المقاومة في هونزا بداغستان وكان للحاج مراد ضلع في عملية الاغتيال، حيث يعتقد أنه كان انتقاما لمقتل زوجة أخيه عمر وأبنائها الستة بأمر من الإمام حمزة بيك.

## قيادة الإمام شامل

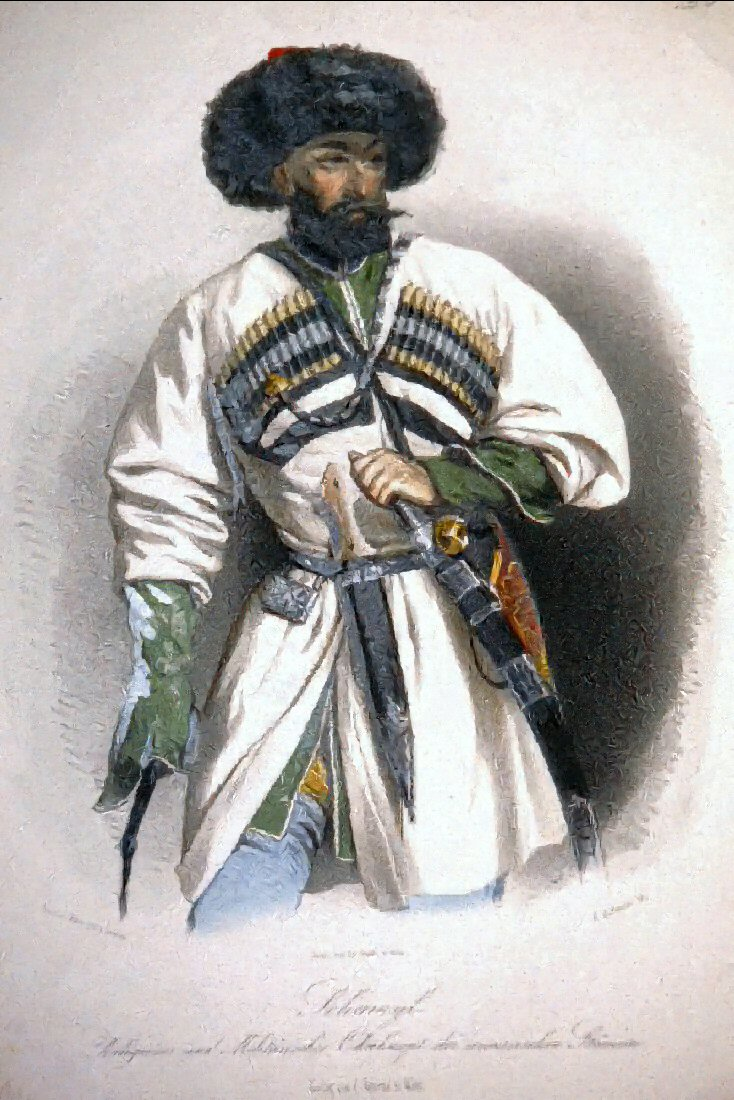
الإمام شامل في رسم تخيلي

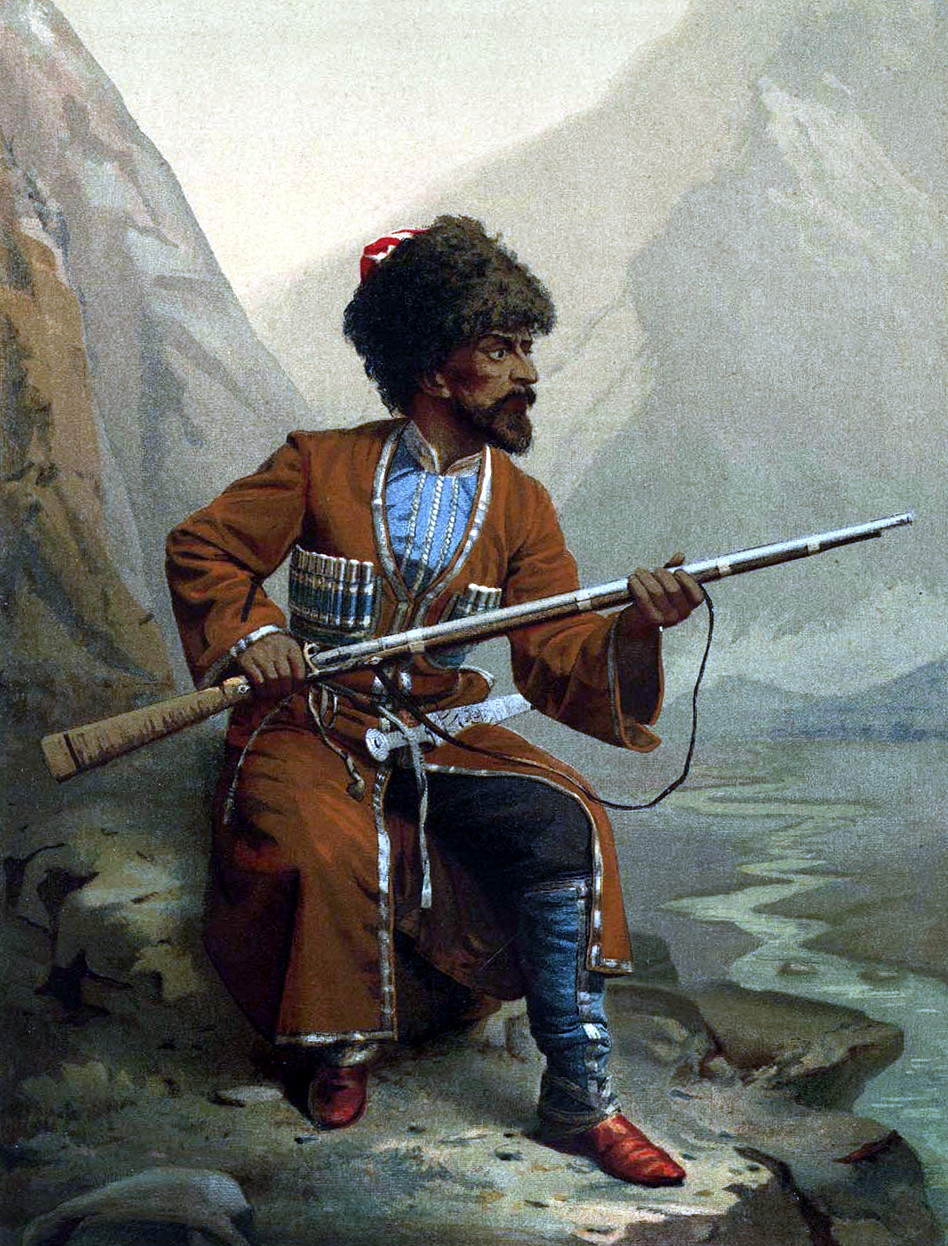
مقاتل قفقاسي في الحرب

اختار المريدون شامل إماما، بعد وفاة حمزة بيه في عام 1834م. أعاد شامل تنظيم جيش المريدين على نمط أعدائه الكوزاك بشكل أشبه إلى التنسيق الاتحادي الحديث. كما نظم العمل البريدي في دولته، ونسق الإنفاق على الجيش من ريع الأراضي الزراعية التي ضُمت إلى المساجد، كما نظم جمع الزكاة لتجهيز الجيش. وفي المقابل طرد الدراويش، ولم يقبل عودتهم إلا كجند في جيشه.

### إجراءات الإمام شامل
- 1.تركيز أسس الدولة:

بدأ الإمام شامل في دعم ركائز نفوذه في القفقاس المعتمد على الشيشان وداغستان وحلفائهم الأديغة، وامتدت منطقة نفوذه من بحر قزوين شرقا إلى البحر الأسود غربا.
كان السعي دءوبا للمساواة بين القوميات، بغض النظر عن اللغة والعرق والطبقة، في وقت كانت العبودية ما زالت مطبقة في روسيا. واستمد شامل من القوانين الإسلامية المنهج الذي نظم به الحياة الاجتماعية، وبصفة خاصة شؤون القصاص والعقاب في الجرائم المدنية، بل إنه تشدد في بعض القوانين التي كان القانون في بعض المذاهب الإسلامية أكثر اعتدالا؛ رغبة منه في الحفاظ على أركان دولته.
- 2. تنظيم الجيش:

يقوم على أساس النظام العشري. في الأول يأتي المائة نائب وهم أعلى ضباطه رتبة. ثم النواب ويعرفون بالمرشدين ويصل عددهم حوالي الألف وكان هناك الحرس الخاص. وكان المريدون يشكلون معظم جيش شامل ومقسومين إلى فرق العشرات والمئات والخمس مئات ولكل فرقه قائد. الجنود يلبسون التشركيسكا  بلون بني واللون الأسود للضباط والبعض يضع عمامه خضراء ومعطف أسود والرايات سوداء.
- 3. استخباراته أتصالاته مع مصر:

كما استفاد من الأسرى من الضباط الروس ومن المرتدين عن التعاون مع الروس، وهم قد خبروا القدرات العسكرية الروسية في تطوير قدراته العسكرية على نمط أوروبي حديث. وحاول شامل أن يستفيد من القوى الدولية لمساعدته، غير أن عزلة الميدان الذي يقاتل فيه حالت دون تحقيق خطته. ففي منتصف القرن التاسع عشر سعى شامل إلى فتح خط اتصال بين كل من تركيا وإنجلترا وفرنسا بهدف أن تقدم هذه الدول لشامل الدعم العسكري في مقابل تحالفه معها في عِدائها لروسيا. وقبل ذلك وفي عام 1840 م تداول المريدون في داغستان خطابا يحمل توقيع الخاتم الملكي لمحمد علي باشا، يفوض فيه شامل بقيادة سكان الإقليم ويعد بوصول الجيش المصري المتوغل في الأراضي التركية إليهم لتقديم العون العسكري في مواجهة الروس، غير أن فشل مشروع محمد علي في تركيا بدد آمال المريدين في وصول مدد مصري.
- 4. استمراره في المقاومة:

استمرت المقاومة بقيادة شامل في مسلسل متوالي الحلقات بأسلوب حرب العصابات والكر والفر، إلى أن نفذ شامل انسحابا تكتيكا إلى داخل الجبال، مغريا الروس بالتوغل خلفه عبر الغابات الكثيفة، فانقض عليهم المريدون من جهات مختلفة. واستخدم المقاتلون أحد قارعي الطبول الذين تم أسرهم في العزف لحث الجنود الروس على التوجه نحو شرَك أعدوه، قتلوا فيه أكثر من نصف ضباط الحملة. وتوالت الهجمات على الجيش الروسي المرتبك؛ ففقد أربعة مدافع من خمسة. ويقدر المؤرخون نتاج معارك الغابات التي استمرت أربع سنوات بنحو 10.000 قتيل روسي.
- 5.استخدامه للمدافع:

تمكن شامل بالمدافع الأربعة التي غنمها من الروس الهجوم عليهم في حصونهم، فأسقط آلاف القتلى، واغتنم في سنتين 14 مدفعا إضافيا بشكل بدا وكأن جيشا جديدا يبنى لشامل من المدافع الروسية التي لم يكن يملكها المريدون. كتب أحد الجنرالات الروس في مذكراته معلقا على ما يرى:
يا لها من مصيبة مفجعة، إن الرجال الذين تناثرت أشلاؤهم هنا كان بمقدورهم فتح بلاد تمتد من اليابان في الشرق إلى أوكرانيا في الغرب.
- 6. نظرته للغنائم:

حين كان شامل يشعر ان قواته قاتلت من أجل الغنائم كان يلقي الغنائم في بحيرة في الجبل ويعتقد سكان قرية آندي أنه في مكان ما تحت مياه بركة جبليه في الجوار توجد صحون ذهبيه وأزرار وأغماد سيوف ياقوتيه وأساور وخلاخل زمردية وكاسات شراب مرجانية وكهرمانية. كانت غنائم غارات قفقاسية القيت إلى أسماك البركة للمحافظه على وحدة الصف. ويقال أن شامل كان أعسراً.

### مكافأة مقابل رأسه
حينما رصدت روسيا 45,000 روبل للإيقاع بشامل، كتب شامل خطابا إلى الجنرال الروسي على خط المواجهة، يقول فيه:
كم كانت سعادتي حين علمت أن رأسي تساوي هذا الثمن الضخم، ولكنك لن تكون سعيدا حينما أخبرك أن رأسك بل رأس القيصر ذاته لا تساوي لدي كوبيكا واحدا.

## نهايات الحرب

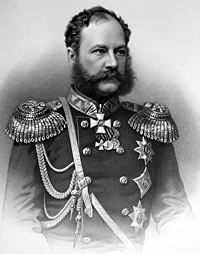
الجنرال أليكساندر إيفانوفيتش بارياتنسكي

وقع قتال الإمام شامل ضحية التسويات الدولية؛ ففي عام 1856 م انتهت الحرب التركية الروسية؛ وهو ما سمح لروسيا بالتركيز بقوتها على الجبهة القوقازية بقوة 200,000 رجل، وأوكلت المهمة إلى الجنرال الشاب أليكساندر إيفانوفيتش بارياتنسكي في وقت كان شامل قد تخطى من عمره الستين. وعكف بارياتنسكي طويلا على دراسة الجغرافية العسكرية لمعارك الإمام شامل، وخلص إلى أن أهم الانتصارات التي حققها شامل لم تكن في أرض مفتوحة بل حينما كان يحتمي بالغابة والجبل. واختار سياسة أكثر حنكة عمن سبقوه، فتقرب إلى الأهالي، وأحسن معاملتهم، ومنع التعرض للنساء، ولغير المقاتلين؛ فضمن عدم انقلابهم عليه في حربه الفاصلة مع الإمام.

### إستراتيجية بريتانسكي
وضغط الجنرال بارياتنسكي على قوات شامل حتى التجأ الأخير إلى الاحتماء بالغابات، وهنا سخّر فرقة عسكرية بأكملها لقطع أشجار الغابات. وبعمل دؤوب وبجنود حملوا الفؤوس بدلا من السلاح أزال بارياتنسكي مساحات واسعة من غابات داغستان والشيشان، وذلك على طول الطرق بين القلاع والحصون الروسية، وفشل جيش شامل في مهاجمة القلاع الروسية التي صارت أكثر حذرا تحت أعين بريتانسكي الساهرة. وبخطوات واثقة زحفت قوات بريتانسكي على المناطق الخاضعة لشامل، واستمال الروس عشرات القبائل التي أنهكتها الحرب، وبدأت في لوم شامل على ما أصابهم من فقر وتشرد.

### استسلامه

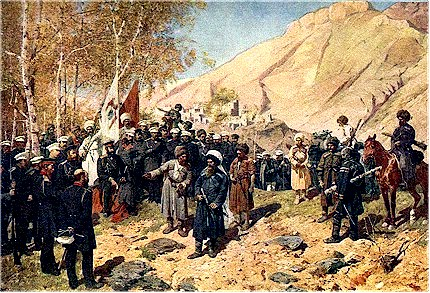
استسلام الإمام شامل

وبدأت العقلية العسكرية المسنة تقع في الخطأ القاتل؛ فركن شامل إلى توقع الهجوم الروسي من مصدر محدد في وقت تمسك الروس فيه بسرية المعلومات، وحركوا جزءا من جيشهم أوهم شامل أنهم ما زالوا في منتصف الطريق، بينما انقضّوا عليه من اتجاه آخر بحرب خاطفة، وخدعوا الرجل الذي كان بارعا في هذا النوع من الهجوم. وحدث ما كان متوقعا، وأسر الإمام شامل.

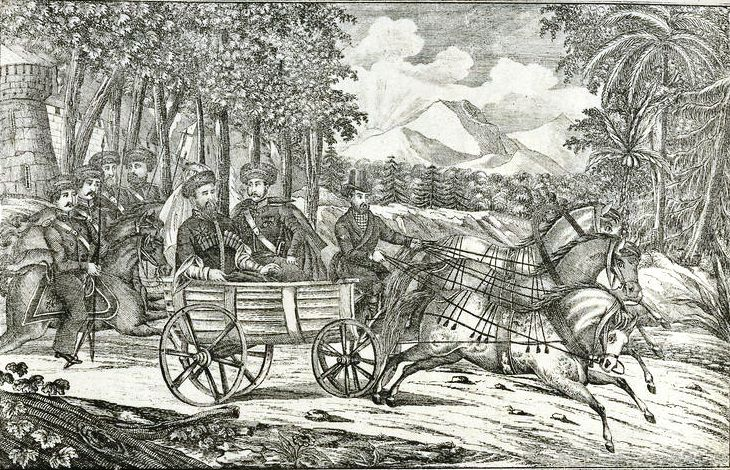
تم نقله في رحلة طويلة إلى موسكو في موكب بدا وكأنه استعراض عسكري بالبطل الذي سقط أخيرا

تم نقله في رحلة طويلة إلى موسكو في موكب بدا وكأنه استعراض عسكري بالبطل الذي سقط أخيرا، وطالب المحاربون القدامى على طول الطريق من ستافروبول إلى موسكو بأن يتحدثوا إلى ذلك العدو المهيب. وظل شامل في موسكو إلى عام 1869م حينما لُبّي طلبه بأداء فريضة الحج. ومرت رحلته من موسكو إلى كييف إلى القسطنطينية، ومنها إلى المدينة المنورة؛ حيث لقي ربه في 1871م.

### المؤرخ تورناو
عبّر المؤرخ تورناو ببلاغة منصفة عن الأجواء التاريخية بالقضاء على حركة الإمام شامل بوصفه اللحظات الأخيرة من آخر معركة بين الجانبين، قائلا:
| شامل الداغستاني | «هكذا أُسدل الستار عن المشهد الأخير في هذا الحدث المأساوي. وتدفق الليل على هذه البقعة الدامية من الأرض. وعاد كل رجل من الجيش الروسي قانعا نفسه بأنه أدى الواجب. وحصل الممثلون الرئيسيون على الخلود. أما الباقون فقد عادوا إلى خيامهم يسألون أنفسهم: لماذا حدث كل هذا؟ أمن المستحيل أن يجد كل إنسان لنفسه مأوى يعيش فيه آمنا بغض النظر عن منطوق لسانه ومبادئ عقيدته؟ » | شامل الداغستاني |

## شامل في ذاكرة القفقاس

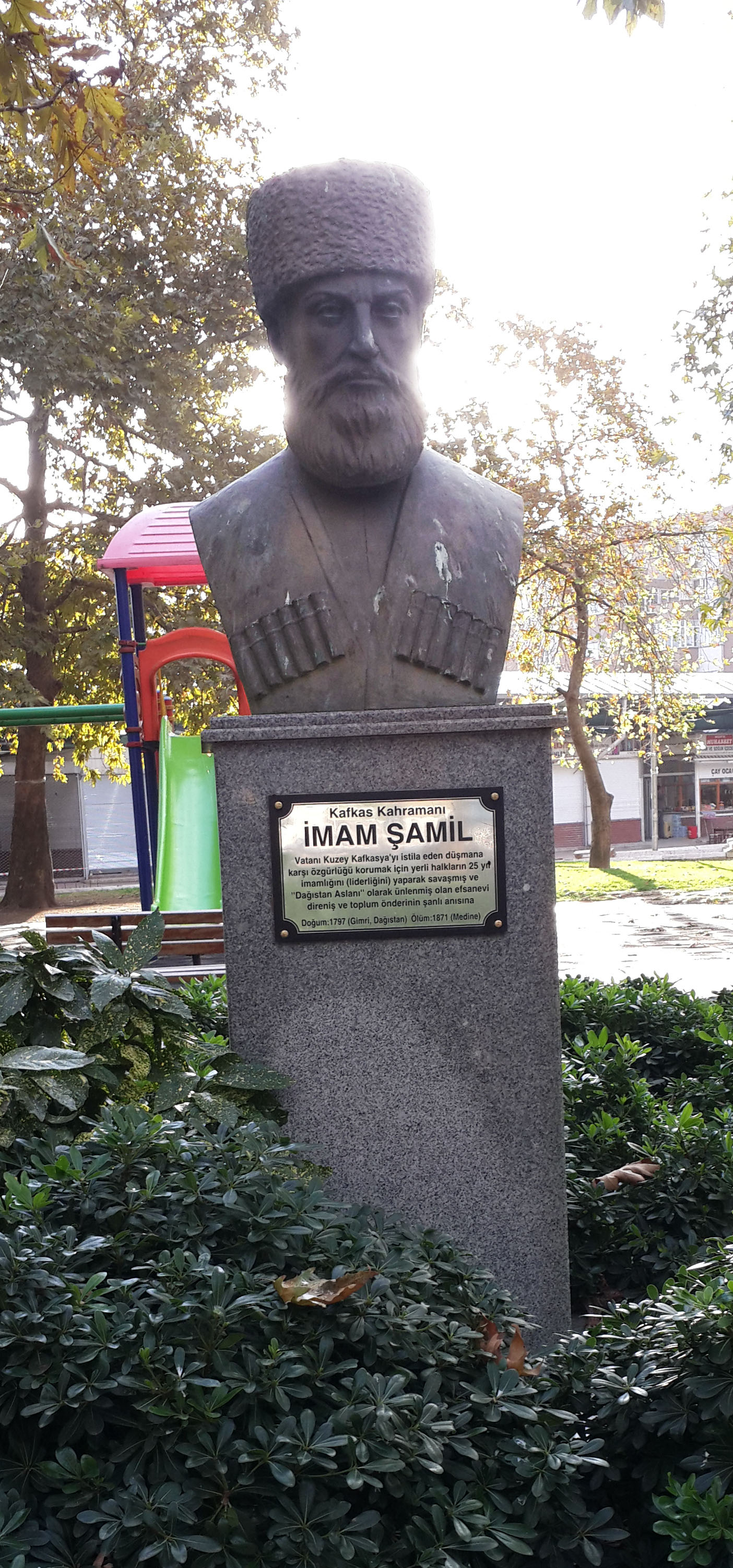
التمثال النصفي للإمام في مدينة يلوفا التركية

بقى شامل حياً في التراث الشعبي القوقازي، وفي الأغاني والأهازيج والقصص البطولية إلى اليوم. ويتخذونه رمزا لمعاني الحرية، فقد زرع في الأجيال المتعاقبة بذرة تطلب الحرية.

## قراءات إضافية
- ليو تولستوي
- ابن الخطاب
- شامل سالمانوفيتش باساييف